# Hajdú-Bihar vármegyei labdarúgó-bajnokság (első osztály)
A Hajdú-Bihar vármegyei I. osztály az MLSZ által kiírt negyedosztályú, területi alapon szerveződő labdarúgó-bajnokság. A bajnokság győztese az NB III. Észak- vagy Dél-Keleti csoportjába juthat osztályozó mérkőzéseken keresztül, a kiesők a vármegyei másodosztályban folytathatják. A kiírással párhuzamosan fut az ifjúsági vármegyei I. osztály is, ahol a felnőtt bajnokság résztvevőinek utánpótlás csapatai szerepelnek. A bajnokság végén az elért eredménytől függetlenül „követik a nagycsapatot”, vagyis ha az ifik megnyerik a bajnokságot, de a felnőttek kiesnek, akkor az ifik is egy osztállyal lejjebb kezdik a következő idényt.

## Csapatok a 2025–2026-os szezonban[1]
| Csapat                          | Település       | Beceneve  | Honlap                        | Szezonális szócikk |
| ------------------------------- | --------------- | --------- | ----------------------------- | ------------------ |
| Aqua-General Hajdúszoboszlói SE | Hajdúszoboszló  | Szoboszló | hajduszoboszloise.com         | -                  |
| Balmazújvárosi FC               | Balmazújváros   | Balmaz    | balmazujvarosfc.hu            | -                  |
| Berettyóújfalui SE              | Berettyóújfalu  | BUSE      | berettyoujfaluise.hu          | -                  |
| Bestrong SC                     | Debrecen        | Bestrong  | legyerosse.hu                 | -                  |
| Bocskai SE Vámospércs           | Vámospércs      | Pércs     | vbse.gportal.hu               | -                  |
| Debreceni EAC II                | Debrecen        | DEAC      | labdarugas.deac.hu            | -                  |
| Hajdúböszörményi TE             | Hajdúböszörmény | Böszi     | hajduboszormenyite.gportal.hu | -                  |
| Hajdúnánás FK                   | Hajdúnánás      | Nánás     | nanasfk.hu                    | -                  |
| Hajdúsámsoni TTISZE             | Hajdúsámson     | Sámson    | hajdusamsonfoci.gportal.hu    | -                  |
| Kabai Meteorit SE               | Kaba            | Kaba      | -                             | -                  |
| Létavértes SC ’97               | Létavértes      | Léta      | letavertessport.hu            | -                  |
| Monostorpályi SE                | Monostorpályi   | Monostor  | monostorpalyi-se3.webnode.hu  | -                  |
| Nyíradony VVTK                  | Nyíradony       | Adony     | nyiradony-sport.hu            | -                  |
| Püspökladányi LE                | Püspökladány    | Ladány    | puspokladanyile.gportal.hu    | -                  |
| Sárréti DSK                     | Sárrétudvari    | Udvari    | -                             | -                  |
| Téglás VSE                      | Téglás          | Téglás    | teglasvse.hu                  | -                  |

Frissítés dátuma: 2025. augusztus 5.

## Tabella a 2025-2026-os szezonban[2]
| Hely. | Csapat                          | M | Gy | D | V | G+ | G– | Gk | P | Továbbjutás vagy kiesés |
| ----- | ------------------------------- | - | -- | - | - | -- | -- | -- | - | ----------------------- |
| 1.    | Hajdúsámsoni TTISZE             | 2 | 2  | 0 | 0 | 9  | 1  | +8 | 6 | Területi I. osztályozó  |
| 2.    | Püspökladányi LE                | 2 | 2  | 0 | 0 | 7  | 1  | +6 | 6 |                         |
| 3.    | Berettyóújfalui SE              | 2 | 2  | 0 | 0 | 5  | 0  | +5 | 6 |                         |
| 4.    | Hajdúnánás FK                   | 2 | 2  | 0 | 0 | 7  | 3  | +4 | 6 |                         |
| 5.    | Aqua-General Hajdúszoboszlói SE | 2 | 2  | 0 | 0 | 4  | 1  | +3 | 6 |                         |
| 6.    | Sárréti DSK                     | 2 | 1  | 0 | 1 | 6  | 1  | +5 | 3 |                         |
| 7.    | Monostorpályi SE                | 2 | 1  | 0 | 1 | 3  | 2  | +1 | 3 |                         |
| 8.    | Balmazújvárosi FC               | 2 | 1  | 0 | 1 | 2  | 3  | −1 | 3 |                         |
| 9.    | Kabai Meteorit SE               | 2 | 1  | 0 | 1 | 2  | 6  | −4 | 3 |                         |
| 10.   | Téglás VSE                      | 2 | 0  | 1 | 1 | 2  | 3  | −1 | 1 |                         |
| 11.   | Nyíradony VVTK                  | 2 | 0  | 1 | 1 | 1  | 2  | −1 | 1 |                         |
| 12.   | Bocskai SE Vámospércs           | 2 | 0  | 0 | 2 | 2  | 6  | −4 | 0 |                         |
| 13.   | Bestrong SC                     | 2 | 0  | 0 | 2 | 1  | 6  | −5 | 0 |                         |
| 14.   | Debreceni EAC II                | 2 | 0  | 0 | 2 | 1  | 6  | −5 | 0 |                         |
| 15.   | Hajdúböszörményi TE             | 1 | 0  | 0 | 1 | 0  | 5  | −5 | 0 | Vármegyei II. osztály   |
| 16.   | Létavértes SC ’97               | 1 | 0  | 0 | 1 | 0  | 6  | −6 | 0 | Vármegyei II. osztály   |

## Góllövőlista élmezőnye a 2025-2026-os szezonban[3]
| Helyezés                 | Név                    | Csapat                          | Gólok |
| ------------------------ | ---------------------- | ------------------------------- | ----- |
| 1. helyezett, aranyérmes | Pelles Gábor           | Hajdúnánás FK                   | 4     |
| 2. helyezett, ezüstérmes | Bartha Zoltán          | Hajdúsámsoni TTISZE             | 3     |
| 2. helyezett, ezüstérmes | Kónya Csaba            | Aqua-General Hajdúszoboszlói SE | 3     |
| 2. helyezett, ezüstérmes | Vass Ádám              | Sárréti DSK                     | 3     |
| 3. helyezett, bronzérmes | Csörgő Krisztián Dávid | Monostorpályi SE                | 2     |
| 3. helyezett, bronzérmes | Jámbor Máté            | Püspökladányi LE                | 2     |

Frissítés dátuma: 2025. augusztus 20.

## Eredmények szezonról szezonra[4]
| Szezon    | Felnőtt               | Felnőtt                                      | Ifjúsági bajnokcsapat |
| Szezon    | Bajnokcsapat          | Gólkirály                                    | Ifjúsági bajnokcsapat |
| --------- | --------------------- | -------------------------------------------- | --------------------- |
| 1970/1971 | Balmazújvárosi FC     |                                              |                       |
| 1971/1972 | Debreceni Építők SE   |                                              |                       |
| 1972/1973 | Debreceni Kinizsi SE  |                                              |                       |
| 1973/1974 | Derecskei LSE         |                                              |                       |
| 1974/1975 | Balmazújvárosi FC     |                                              |                       |
| 1975/1976 | Hajdúszoboszlói SE    |                                              |                       |
| 1976/1977 | Debreceni ASE         |                                              |                       |
| 1977/1978 | Debreceni Kinizsi SE  |                                              |                       |
| 1978/1979 | Debreceni Kinizsi SE  |                                              |                       |
| 1979/1980 | Hajdúböszörményi TE   |                                              |                       |
| 1980/1981 | Debreceni Volán SC    |                                              |                       |
| 1981/1982 | Püspökladányi LE      |                                              |                       |
| 1982/1983 | Debreceni Volán SC    |                                              |                       |
| 1983/1984 | Hajdú Vasas SE        |                                              |                       |
| 1984/1985 | Hajdúszoboszlói SE    |                                              |                       |
| 1985/1986 | Kabai Meteorit SE     |                                              |                       |
| 1986/1987 | Berettyóújfalui SE    |                                              |                       |
| 1987/1988 | Hajdúnánás FK         |                                              |                       |
| 1988/1989 | Hajdúszoboszlói SE    |                                              |                       |
| 1989/1990 | Püspökladányi LE      |                                              |                       |
| 1990/1991 | Hajdúszoboszlói SE    |                                              |                       |
| 1991/1992 | Derecskei LSE         |                                              |                       |
| 1992/1993 | Püspökladányi LE      |                                              |                       |
| 1993/1994 | Bocskai SE Vámospércs |                                              |                       |
| 1994/1995 | Hajdúböszörményi TE   |                                              |                       |
| 1995/1996 | Debreceni EAC         |                                              |                       |
| 1996/1997 | Hajdúböszörményi TE   |                                              |                       |
| 1997/1998 | Hajdúdorog SE         |                                              |                       |
| 1998/1999 | Kabai Meteorit SE     |                                              |                       |
| 1999/2000 | Debreceni Kinizsi SE  |                                              |                       |
| 2000/2001 | Balmazújvárosi FC     |                                              |                       |
| 2001/2002 | Hajdúböszörményi TE   |                                              |                       |
| 2002/2003 | Nagyhegyesi KSE       |                                              |                       |
| 2003/2004 | Nyíradony VVTK        |                                              |                       |
| 2004/2005 | Berettyóújfalui SE    |                                              |                       |
| 2005/2006 | Hajdúszoboszlói SE    |                                              | Debreceni EAC         |
| 2006/2007 | Püspökladányi LE      |                                              | Nagyhegyesi KSE       |
| 2007/2008 | Hajdúszoboszlói SE    | Plókai Mihály (Kabai Meteorit SE – 37 )      | Hajdúszoboszlói SE    |
| 2008/2009 | Püspökladányi LE      | Szöllősi Attila (Kabai Meteorit SE – 26 )    | Püspökladányi LE      |
| 2009/2010 | Hajdúszoboszlói SE    | Vad Zsolt (Bárándi KSE – 24 )                | Nyíradony VVTK        |
| 2010/2011 | Debreceni EAC         | Tóth Péter (Téglási VSE – 30 )               | Téglási VSE           |
| 2011/2012 | Sárrétudvari KSE      | Polonkai László (Polgári VSE – 29 )          | Józsa SE              |
| 2012/2013 | Ebesi KKSE            | Domokos Imre (Ebesi KKSE – 38 )              | Berettyóújfalui SE    |
| 2013/2014 | Hajdúsámsoni TTISZE   | Szabó Balázs (Hajdúsámsoni TTISZE – 32 )     | Hajdúszoboszlói SE    |
| 2014/2015 | Sárrétudvari KSE      | Pataki Ernő János (Monostorpályi SE – 45 )   | Hajdúszoboszlói SE    |
| 2015/2016 | Hajdúböszörményi TE   | Hamar Gergő (Hajdúböszörményi TE – 28 )      | Hajdúböszörményi TE   |
| 2016/2017 | Debreceni EAC         | Vasas Tamás (Nyíradony VVTK – 33 )           | Sárrétudvari KSE      |
| 2017/2018 | Hajdúböszörményi TE   | Tóth Lajos András (Hajdúszoboszlói SE – 45 ) | Hajdúszoboszlói SE    |
| 2018/2019 | Debreceni VSC II      | Bajnók Imre (Sárrétudvari KSE – 46 )         | Hajdúnánás FK         |
| 2019/2020 | -                     | -                                            | -                     |
| 2020/2021 | Hajdúszoboszlói SE    | Tóth Attila (Monostorpályi SE – 50 )         | Hajdúszoboszlói SE    |
| 2021/2022 | Balmazújvárosi FC     | Kovács Martin Alex (Kabai Meteorit SE – 32 ) | Hajdúböszörményi TE   |
| 2022/2023 | Monostorpályi SE      | Ujvári Zsolt (Hajdúnánás FK – 38 )           | Hajdúböszörményi TE   |
| 2023/2024 | Monostorpályi SE      | Tóth Lajos András (Hajdúszoboszlói SE – 36 ) | Hajdúböszörményi TE   |
| 2024/2025 | Hajdúnánás FK         | Tóth Lajos András (Hajdúszoboszlói SE – 36 ) | Hajdúsámsoni TTISZE   |

## Külső hivatkozások
- Az MLSZ adatbankja